# Viatka (cheval)
Vous lisez un « bon article » labellisé en 2017.
Pour les articles homonymes, voir Viatka (homonymie).
Le Viatka (en russe : Вятская лошадь, Viatskaïa lochad, Vyatskaya) est un petit cheval aborigène de l'ancienne région de Viatka, qui correspond à l'oblast de Kirov en Russie. Probablement influencée par des chevaux estoniens, la race est façonnée par le biotope de la région et prend forme de la fin du XVIIe siècle jusqu'au début du XVIIIe siècle, pour le travail dans les mines. Son endurance, sa vitesse et sa frugalité la rendent particulièrement appréciée pour la traction hippomobile, et ce notamment pour tirer les troïkas, usage qui se développe au siècle suivant.
Menacé d'extinction au XXe siècle par la motorisation et les croisements avec d'autres races, le Viatka ne possède pas de registre d'élevage, et est toujours considéré comme étant une race en danger par la FAO. C'est à l'origine un cheval d'assez petite taille, qui présente une robe avec des marques primitives ou du rouan. Énergique, fort et volontaire, le Viatka déploie des allures vives. Il est utilisé aussi bien pour l'attelage que sous la selle. Le Viatka est essentiellement présent dans sa région d'origine, ainsi que dans la République oudmourte, qui a entrepris des actions de recensement et de protection dans les années 1980. Il a été souvent mentionné dans des œuvres littéraires russes au XIXe siècle, et exposé dans des salons agricoles en Russie et en Europe, à la même époque.

## Terminologie

Localisation de l'oblast de Kirov.

Le nom russe de la race est Vyatskaya. Elle le doit à la rivière du même nom, qui arrose la région d'élevage originelle de ce cheval. Historiquement, les chevaux Viatka portaient différents noms en fonction de leur provenance. Les chevaux élevés sur les bords de l'Obva (en) étaient nommés obvinkas, tandis que ceux issus du Gouvernement de Kazan étaient connus sous le nom de kazankas, et réputés de qualité moindre par comparaison aux précédents.

## Histoire

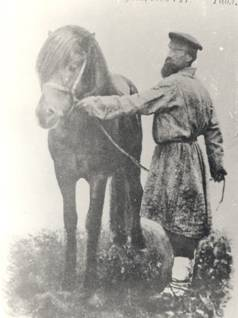
Étalon Viatka en 1902.

L'origine des chevaux Viatka est difficile à retracer, car les données concernant leur origine sont issues de légendes et de traditions orales. Il partage sans doute la même origine que le cheval estonien et le Žemaitukas. Une analyse génétique sur quinze races de chevaux russes et européennes montre qu'elles partagent le même cluster.
La race est influencée par le biotope de Kirov, d'Oudmourtie et de l'ouest de Perm. Des chevaux estoniens apportés en Russie du nord par des colons de Novgorod en 1374 peuvent avoir influencé sa morphologie, tout comme les importations ultérieures de chevaux estoniens utilisés pour le travail des mines dans le Massif de l'Oural,. Sous le règne d'Alexis Ier (1629-1676), des « kleppers estoniens » sont en effet envoyés dans la région pour améliorer la conformation des chevaux des paysans. C'est toutefois sous le règne de Pierre Ier le Grand (1682-1725) que la race se forme en tant que telle. Elle reçoit plus tard l'influence de chevaux finnois. Elle est présente jusqu'au sud du Gouvernement de Kazan.
Au début du XIXe siècle, le cheval Viatka se fait connaître pour ses qualités à la traction, y compris pour son endurance, sa vitesse et sa frugalité,. Il est notamment très apprécié de la poste aux chevaux. Au milieu du même siècle, il est considéré comme le meilleur cheval pour tirer les troïkas,. Ses performances de traction, mesurées, lui valent d'être popularisé par les écrivains russes Pouchkine, Korolenko et Saltykov-Chtchedrine. Un élevage systématique est établi en 1844 au haras de Viatka. Certains spécimens sont exportés depuis la région de Viatka, notamment vers la Pologne. À la fin du XIXe siècle, des Viatka se vendent aux foires de Simbirsk, Samara et Penza. L'ouverture sur l'Europe permet aux chevaux Viatka d'être présentés lors de l'exposition nationale d'élevage de chevaux à Moscou en 1866, à l'Exposition universelle de chevaux de Paris en 1867, et lors d'une exposition de chevaux à Rotterdam en 1880.
À la même époque, la popularité de chevaux de traction au trot plus rapides et de plus grande taille entraîne la disparition progressive du Viatka, et des débats entre zootechniciens dans les années 1900, concernant la réalité de la « dégénérescence » de la race. Face aux informations contradictoires qui lui parviennent, le Professeur M. I. Pridorogin se rend dans la région de Viatk, et constate qu'une population importante de chevaux correspondant aux anciennes descriptions perdure. La race est de nouveau présentée à l'exposition de Ijevsk en 1911 et au spectacle équestre national de Saint-Pétersbourg en 1913. 
En 1917, le cheval est pratiquement éteint ; quelques efforts au rétablissement de la race ont pourtant été fournis après la révolution russe. Trois étalons sont présentés au sein de la première Exposition agricole de l'Union soviétique à Moscou en 1923. Durant les années 1920 et 1930, la race suscite un renouveau d'intérêt grâce aux écrits des zootechniciens. Dans les années 1960 et 1970, la motorisation des usages agricoles et des transports entraînent le déclin de nombreuses races de chevaux russes, y compris le Viatka. Le nombre de chevaux dans les régions de Kirov et d'Oudmourtie a été évalué à seulement 2 000 têtes en 1980. En 1984 et 1985, les autorités d'Oudmourtie chargées de l'agriculture recensent les chevaux conformes au type de la race Viatka. En effet, les chevaux recensés sont beaucoup plus grands et massifs que l'ancien type de la race : le programme d'élevage vise à conserver la taille initiale. En 1989, la race ne possède pas encore de registre d'élevage. En 2003, la population est estimée à 560 individus, et les efforts de publication d'un premier stud-book sont sur le point d'aboutir. Une association d'éleveurs et d'utilisateurs a été créée en Russie. Elle a édité entre 2006 et 2008 un almanach-gazette consacré au Viatka. En 2011, une exposition régionale a donné lieu à des présentations de chevaux Viatka montés en costume traditionnel et attelés, à Moscou.

## Description

### Morphologie
Ce petit cheval de type primitif est proche du Konik et du cheval estonien, rappelant les chevaux de la Livonie, en plus fin. D'après la Food and Agriculture Organization (FAO), il appartient au groupe des poneys du Nord de la Russie. La taille a augmenté avec les croisements réalisés au XXe siècle. D'après l'auteure italienne Gianni Ravazzi et l'auteure tchèque Helena Kholová, la taille moyenne originelle est comprise entre 1,32 m et 1,42 m, ce qui place le Viatka dans la catégorie des poneys,. D'après l'étude de N. G. Dimitriev et L. K. Ernst publiée en 1989, les femelles mesurent en moyenne autour d'1,40 m, pour un poids de 400 kg. Le guide Delachaux donne une moyenne plus élevée, d'1,46 m chez les juments pour 1,48 m chez les mâles, tandis que l'étude de CAB International publiée en 2016 cite une large fourchette allant de 1,32 m à 1,52 m.
Le modèle est massif et robuste, avec un tour de poitrine d'environ 1,60 m. La tête, de longueur moyenne, mieux proportionnée que chez les autres chevaux russes, présente un profil rectiligne ou légèrement concave avec un front, des ganaches et des mâchoires larges, et de petites oreilles. L'encolure, souvent arquée, est courte et épaisse,, bien attachée. Le garrot est haut et de moyenne largeur. La croupe est ronde, inclinée et large. La poitrine est large et profonde. Les jambes courtes et solides (tour de canon de 20 cm), sont dotées de sabots résistants, et larges. Les aplombs peuvent être défectueux, car certains chevaux sont sous eux du derrière. Les crins du toupet, de la crinière et la queue sont épais et longs,. L'hiver, le Viatka arbore un très épais pelage qui le protège du froid.

### Robes
À l'origine, la race était citée pour porter exclusivement une robe avec le gène Dun, et les marques primitives associées.
Les robes qui sont désormais les plus souvent rencontrées sont le bai, l'alezan, le rouan et parfois le noir. Le souris et le louvet (gène sooty) sont possibles. Il peut parfois présenter une raie de mulet et des zébrures sur les membres,. Certains éleveurs se sont lancés dans des élevages de couleur visant à retrouver les robes originelles, avec gène Dun ou rouan.

### Entretien, tempérament et allures
Classé parmi les races de chevaux russes rustiques, le Viatka est parfaitement adapté au climat rude de sa région originelle, ce qui en fait un animal particulièrement vigoureux, frugal, fertile, et doté d'une résistance naturelle aux insectes. C'est un cheval énergique, fort et volontaire, réputé intelligent. Ses allures sont vives et il est relativement rapide,. Son endurance et son pied sûr sont également notables. Quatre chevaux de cette race ont été analysés dans une étude visant à déterminer la présence de la mutation du gène DMRT3 à l'origine des allures supplémentaire : le faible échantillon n'a pas permis de confirmer la présence ou l'absence de cette mutation chez le Viatka. 

## Utilisations
Il est utilisé aussi bien pour l'attelage que pour la selle. Le trait léger lui convient, ainsi que le travail agricole. Les sibériens l'appréciaient pour tracter les traîneaux : cet usage donnait lieu à des paris qui atteignaient parfois des sommes considérables. Si cet usage s'est raréfié, le Viatka continue à être mis au travail pour le transport dans les zones difficiles d'accès l'hiver, et à tracter des troïkas. Du fait de sa taille modeste, il pourrait trouver un débouché dans l'équitation pour les jeunes cavaliers. Le comte Achille de Montendre le recommandait (1841) pour l'usage de la cavalerie.

## Diffusion de l'élevage
La race est essentiellement présente dans l'oblast de Kirov, ainsi que dans la République oudmourte. Elle perdure grâce aux efforts conjugués de plusieurs éleveurs désireux de la perpétuer, répartis dans environ 80 kolkhozes de la région. La plupart de ces élevages détiennent de petits effectifs, de l'ordre de 5 à 10 juments. En 1980, le recensement effectué par l'URSS faisait état de la présence de moins de 1 840 Viatka, dont seulement 11 étaient de pure race.
En 2007, le cheval Viatka figure dans la liste des races animales domestiques en danger d'extinction tenue par la FAO, ce qui signifie que le nombre de femelles est inférieur à 1 000. En 2016, il reste moins de 300 individus, dont 150 juments.
Relevés de la population de chevaux Viatka
| Année             | 1980          | 2003 | 2007          | 2016         |
| ----------------- | ------------- | ---- | ------------- | ------------ |
| Nombre de Viatkas | Moins de 1840 | 560  | Moins de 1000 | Moins de 300 |

## Dans la culture

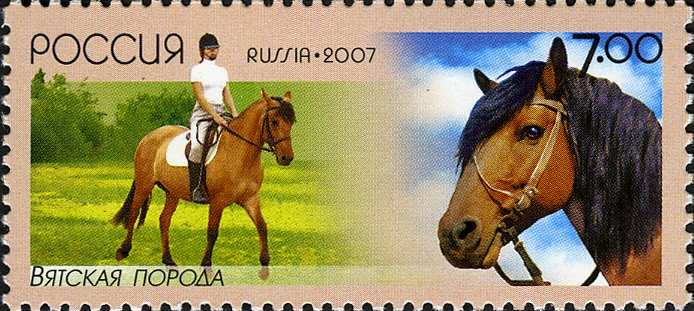
Viatka sur un timbre russe.

Les chevaux Viatka sont souvent mentionnés dans des œuvres littéraires russes du XIXe siècle. Nicolas Gogol mentionne cette race dans son roman Les Âmes mortes : Tchitchikof compare la largeur du dos de l'écrivain Sabakévitch à celle de la croupe des chevaux Viatka. Ivan Tourgueniev parle d'« un grand traîneau couvert d'un tapis bariolé avec un dossier démesurément élevé, une troïka de Viatka » dans ses Récits d'un chasseur, puis d'« un immense traîneau couvert d’un tapis bariolé au dossier, tiré par trois petits chevaux rondelets de Viatka tout à fait de même pelage » dans ses Mémoires d’un seigneur russe. Dans le roman d'André Laurie, Mémoires d'un collégien russe (1882), Dmitri Fédorovitch Térentieff témoigne avoir vu des chevaux de Viatka parés de rubans sur les foires.
Dans ses Récits d'un chasseur sibérien (best-seller en russe), A. Tcherkassof compare les chevaux Viatka et Transbaïkal, précisant que les premiers sont plus ronds et plus élégants que les seconds. Il les décrit comme ayant une robe généralement grise, baie claire ou alezane. Dans son autobiographie Passé et méditations, Alexandre Herzen parle de son transfert à Viatka et des « chevaux du cru », dont son père achète trois spécimens. Dans son ouvrage Voyage illustré dans les deux mondes (1863), Félix Mornand écrit que « Les chevaux de Viatka, petits de taille, mais aux reins et aux jambes d'acier, sont renommés à juste titre dans la Russie entière ».
Un dessin animé traitant de la couleur au cinéma, réalisé à partir d'un texte de Sergueï Eisenstein, s'intitule Le Petit cheval de Viatka.  